# Pterolophia semilunaris
Pterolophia semilunaris là một loài bọ cánh cứng trong họ Cerambycidae.